# Alyssum artvinense
Alyssum artvinense là một loài thực vật có hoa trong họ Cải. Loài này được N.Busch mô tả khoa học đầu tiên năm 1909.